# Robert Alda
Robert Alda, eg. Alphonso Giuseppe Giovanni Roberto D'Abruzzo, född 26 februari 1914 i New York i New York, död 3 maj 1986 i Los Angeles i Kalifornien, var en amerikansk skådespelare.
Robert Alda var son till en barberare och arbetade som ritare på en arkitektfirma innan han gjorde debut som varietéunderhållare. Han sjöng även i radio innan han 1945 gjorde filmdebut i rollen som George Gershwin i filmen Rhapsody in Blue. Detta kom att bli hans mest minnesvärda roll i en annars tämligen misslyckad filmkarriär. Bland övriga filmer kan nämnas Tarzan och slavflickan (1950). Han hade däremot stora framgångar på Broadway, bland annat i Guys and Dolls. 
I början på 1960-talet bosatte han sig i Rom och medverkade sedan i flera italienska och europeiska filmproduktioner.
Far till skådespelarna Alan och Antony Alda.

## Filmografi
- 1945 – Rhapsody in Blue
- 1946 – The Man I Love
- 1946 – Dolken och kappan
- 1946 – The Beast with Five Fingers
- 1946 – Kvinnan utanför
- 1946 – Cinderella Jones
- 1948 – April Showers
- 1949 – Homicide
- 1950 – Tarzan och slavflickan
- 1951 – Bluff, brottare och gangsters
- 1955 – Världens vackraste kvinna
- 1959 – Den stora lögnen
- 1960 – Cleopatras dotter
- 1960 – Barbarerna anfaller
- 1961 – The Devil's Hand
- 1975 – Exorcismens näste
- 1976 – Det går inte min man kommer
- 1977 – Bitterljuv kärlek
- 1977 – Natale in casa d'appuntamento
- 1978 – The Rip-Off
- 1978 – Perfect Gentlemen
- 1978 – Every Girl Should Have One
- 1979 – The Greatest Heroes of the Bible – Moses
- 1979 – The Greatest Heroes of the Bible